# كريس مكدونالد
كريس مكدونالد (بالإنجليزية: Chris McDonald)‏ (1975 في الولايات المتحدة - ) هو لاعب كرة قدم أمريكي في مركز الهجوم. لعب مع Nashville Metros ‏ وSan Francisco Seals (soccer) ‏ وSacramento Knights ‏ وSacramento Knights (2003–2007) ‏.

## وصلات خارجية
- كريس مكدونالد على موقع قاعدة بيانات كرة القدم.إي يو (الإنجليزية)